# ابو العباس الوطاسی
ابو العباس الوطاسی (انگلیسی: Abu al-Abbas Ahmad ibn Muhammad; نامشخص – ۱۵۴۹) سلطان وطاسیان مراکش از سال ۱۵۲۶ تا ۱۵۴۵ و ۱۵۴۷ تا ۱۵۴۹ بود.
وی در سال ۱۵۴۵ توسط رقبای جنوبی دستگیر و به اسارت درآمد و در سال ۱۵۴۷ آزاد و به سلطنت بازگشت، در این دو سال فرزندش ناصرالدین القصری محمد بن احمد حکمرانی را بر عهده داشت.  